# ヒューゴー・ゼーリング
フーゴー・ゼーリング（Hugo Seling）はドイツのヴァイオリン指導者。

## ヴァイオリン教育
教本が体系化されていて、音楽之友社からその名を冠して発刊されているHUGO SELINGは日本でも旧来のものと違った選曲で知られる。正式な商品名はDie Neue Geigenschule Wie und Warum Band 1~6（日本語版：新しいヴァイオリン教程－如何にそして何故）。

## 教授法

### 従来型
- 日本でのヴァイオリン指導教本は、篠崎弘嗣・鈴木鎮一などの教程が広く使われている。

おおむね指導者は自ら楽器を練習者に弾いて聴かせる程度で、合奏はあっても重奏ということは想定していない。ヴァイオリン単独の曲目は数少ないので、伴奏楽器(ピアノ)の譜面が別に付属している。
しかし実際の教授者がヴァイオリン・ピアノのいずれも演奏できることはまれであり、使用されることは少ない。

### Die Neue Geigenschule
- ゼーリングの教本は必ず教授者と練習者との二重奏に編曲されており、独りで練習することによって、ヴァイオリン奏者が他の演奏者と離れてしまうことや、結果として陥りがちな独善を避けるように配慮している。
- 通常ヴァイオリンは開放弦を基本とする演奏が容易であるため、曲の調もト長調・ニ長調・イ長調・ホ長調が中心になる。
  - しかしここでも偏重を避けており、24の調すべてを網羅する音階・編曲を組み込んでおり、まさに新時代の教本というにふさわしい完成を誇っている。特に短音階に伴奏をつけて巧みな陰影をつけたり、コラールの編曲などの二重奏は充実している。

### 引用曲目
- フランチェスコ・ジェミニアーニ
- ボリス
- マイヤベーア
  - 非常に高度ながら有名でない作曲家が多い。ヴァイオリンの演奏特性に配慮した和声・編曲になっている。

### 短所
- 原曲はピアノ曲からの編曲が多い。教授者が原曲を知らないなどの場合も予想され教程編纂者の意図が生かされない場合も多い。